# Felix Kibore
Felix Kikwai Kibore  (né le 18 février 1988) est un athlète kényan naturalisé qatarien, spécialiste des courses de fond.

## Biographie
Il remporte la médaille d'or du 5 000 m lors des championnats d'Asie 2007, à Amman, dans le temps de 14 min 7 s 12. 

### Palmarès
| Date | Compétition                    | Lieu      | Résultat | Épreuve     | Performance    |
| ---- | ------------------------------ | --------- | -------- | ----------- | -------------- |
| 2007 | Championnats d'Asie            | Amman     | 1er      | 5 000 m     | 14 min 07 s 12 |
| 2007 | Championnats du monde          | Osaka     | 9e       | 5 000 m     | 13 min 51 s 18 |
| 2008 | Championnats du monde de cross | Édimbourg | 6e       | Individuel  |                |
| 2008 | Championnats du monde de cross | Édimbourg | 3e       | Par équipes |                |
| 2010 | Jeux asiatiques                | Canton    | 3e       | 5 000 m     | 13 min 49 s 31 |

### Records
| Épreuve  | Performance    | Lieu              | Date            |
| -------- | -------------- | ----------------- | --------------- |
| 5 000 m  | 13 min 16 s 11 | Heusden-Zolder    | 20 juillet 2008 |
| 10 000 m | 27 min 35 s 12 | Pergine Valsugana | 12 juillet 2008 |